# Шварце-Лаутер
Шварце-Лаутер (нем. Schwarze Lauter) — ручей в Германии, протекает по земле Баден-Вюртемберг. Левый приток Лаутера (приток Неккара).
Река, достигнув Леннингской долины, возле Гутенберга сливается с Гутенбергским ручьем. Исток примерно на 602 фута выше уровня русла вблизи Кирххайма.
Как отмечается в источнике первой половины XIX века, в деревне Шлаттшталль река обеспечивала работу нескольких мельниц (в том числе, одной гипсовой и двух масляных). На всем протяжении ручья, права рыбной ловли принадлежали государству